# 斯卡普島
斯卡普島是蘇格蘭的島嶼，位於大西洋海域，由埃利安錫爾負責管轄，面積10.45平方公里，最高點海拔高度308米，居民在1971年遷至哈里斯島，島上無人居住。
58°1′32″N 7°7′29″W / 58.02556°N 7.12472°W